# Guardia Nacional (Confederación Argentina)
La Guardia Nacional fue el nombre de los grupos de civiles enrolados y armados voluntariamente como cuerpos auxiliares del ejército regular, de cada una de las provincias de la Confederación Argentina, que eran convocados y movilizados eventualmente en defensa de las instituciones públicas en los casos extremos de conmoción interna o peligro de indios.

## Origen
Organizadas desde tiempos coloniales, durante los años de la guerra de Independencia de la Argentina funcionaron como milicias cívicas, urbanas (de las orillas) o rurales (de la campaña), auxiliares de los ejércitos revolucionarios de línea o cuerpos fijos; siguiendo el modelo de Juan Martín de Pueyrredón que, en 1818, restableció el regimiento de Blandengues de la frontera, y organizó la Guardia Cívica obligatoria con los varones de 16 a 60 años, bajo la dirección de oficiales.
En esta primera etapa se destacan, las milicias gauchas del salteño Martín Miguel de Güemes que, bajo la táctica de montonera, defendían las ciudades y villas del Norte argentino atacando de forma sorpresiva los flancos y la retaguardia de las divisiones del Ejército realista.
La crisis del poder central revolucionario ocurrida en el Río de la Plata en 1820, erigió a los antiguos municipios e intendencias coloniales como nuevas unidades políticas de referencia -la Provincia- y las milicias, así como los regimientos residuales del ejército revolucionario, constituyeron los nuevos ejércitos provinciales. Ahora, en la etapa de guerra civil entre unitarios y federales, fueron el brazo armado de provincias autónomas y soberanas que protagonizaron la disputa por la configuración de un estado centralizado o una unión de tipo confederal.
Organizadas tanto en el ámbito urbano como rural, incluyeron a todos los habitantes nacidos y domiciliados en ella, a partir de los 16 años de edad. Los batallones de campaña fueron, en el caso de algunas provincias como Tucumán, cuerpos de funcionamiento regular al mando de un comandante departamental designado por el gobernador. Por su parte, las provincias que poseían el problema fronterizo con el indio -Buenos Aires, Córdoba o Santiago del Estero- organizaron, además de sus milicias, regimientos de línea. Estos se integraron por soldados voluntarios, “vagos” reunidos en levas, desertores recapturados e incluso esclavos que por este medio obtuvieron su libertad. Todos los habitantes enrolados en las milicias lo hicieron en plenitud de sus derechos civiles, excepto los “vagos” destinados por jueces.
En la mayoría de los casos, los cuerpos de milicias elegían a su propio jefe, el Caudillo, que por sus dotes de mando, habilidades de combate y valentía se convertía en el eje de las Provincias. Establecido inicialmente como jefe militar, se convertía en el intérprete y conductor natural de los vecinos; y acaba siendo designado gobernador y capitán general de la provincia.

## La creación de la Guardia Nacional
Luego de la Batalla de Caseros, se inició el camino hacia la organización de la Confederación Argentina sobre la base del pacto de 1831. Pero el naciente poder central, constituido por un hecho de fuerza con eje en Paraná, manifestaba gran debilidad ante la fortaleza de los gobernadores que aún controlaban las milicias locales. Así las cosas, con el objetivo de respaldar su nueva investidura, Justo José de Urquiza promovió la continuidad de la mayoría de los gobernadores devenidos del rosismo, logrando sellar un gran acuerdo nacional a través del Pacto de San Nicolás de los Arroyos y posteriormente, la integración de un Congreso que sancionó la Constitución nacional puesta en vigencia a partir de 1853.
La primera base sólida sobre la que se construyó la nueva autoridad central, fue el artículo 15° del Acuerdo de San Nicolás, donde se concedía a Urquiza el cargo de Director Provisorio de la Confederación y el mando efectivo de las fuerzas militares que poseía cada provincia, las cuales pasaron a ser consideradas como partes de un incipiente “Ejército Nacional”. Sin embargo, dada la necesidad de defender las fronteras aún no consolidadas, enfrentar eventualmente a la provincia secesionada y garantizar la unidad de las provincias confederadas, implementó medidas
para articular las fuerzas de origen provincial bajo su mando. Este primer avance sobre las tradicionales milicias provinciales se complementó con la organización de un ejército de línea también de tipo “nacional”.
Los cuerpos se formaron con demoras y disminuidos en número de integrantes. Los gobernadores argumentaban la necesidad de efectivos para enfrentar los conflictos en las provincias y garantizar en las mismas la adhesión a la constitución nacional. En el caso de los cuerpos de línea, si bien los mismos se integraban por solteros, voluntarios, sorteados o enganchados, ante la falta de
individuos comenzaron a destinarse desde las provincias a “vagos”, “mal entretenidos” y criminales, quienes podían cumplir su condena en el servicio de frontera. De esa forma, se conformaron los primeros seis cuerpos del Regimiento de Dragones -en Santa Fe el 1º, Córdoba el 2º, Mendoza el 3º, en San Luis el 4º, en Santiago del Estero el 5º y en Salta el 6º-.
Sin embargo, más allá de estos primeros cambios, el gobierno de Paraná contaba, ante todo, con la fuerza militar entrerriana en gran parte ocupada en mantener el control de la frontera con Buenos Aires. En este marco de fuerte fragilidad institucional y de inminente guerra civil, Urquiza dispuso la creación de la Guardia Nacional por Decreto Nº 830 del 28 de abril de 1854.
El 5 de junio del mismo año, se organizó la Inspección General del Ejército y Guardias Nacionales como dependencia del Ministerio de Guerra de la Nación Argentina, responsable de controlar en cada provincia la formación de los correspondientes batallones, así como el envío de reclutas para el ejército de línea. Si bien el gobernador era quien debía organizar los batallones de la guardia nacional en la provincia era el presidente quien autorizaba su movilización “salvo el caso de invasión exterior o de un peligro tan inminente que no admita dilación, dando luego cuenta al gobierno nacional”. Esto último, incluido en el Artículo 105.º de la constitución nacional, permitió legitimar las acciones militares autónomas de las autoridades provinciales “en beneficio del nuevo orden nacional y republicano” y mantuvo en el centro del escenario militar a la figura del gobernador.
El equipamiento de las guardias nacionales es el mismo que el del Ejército Federal, es provisto por el Gobierno federal quien los adquiere según las necesidades de cada provincia y luego los transfiere vía Ministerio de Guerra de la Nación Argentina. Los milicianos tenían un uniforme muy similar al del ejército nacional pero con el distintivo de que pertenecen a la Guardia Nacional de alguna provincia (generalmente la Bandera Provincial o un escudo en particular).
En cuanto a la disciplina y las maniobras de operaciones, los milicianos integrantes de estas guardias nacionales, cumplen servicio los fines de semana y su trabajo es voluntario y ad honorem, sin perjuicio de los regalos y remuneraciones que puedan recibir en especial cuando son federalizados.
Asimismo, cumplían una función de sensibilización o moralización frente al paradigma liberal dominante. El guardia nacional era el ciudadano custodio de las leyes y de la república cuyo “deber-derecho” era el de acudir en su defensa, pudiendo para esto empuñar las armas. Como consecuencia, se afianzó un vínculo directo entre los ciudadanos y la Constitución, que muchas veces se puso por encima de los gobiernos de turno y se implementó como fundamento de revoluciones y levantamientos políticos.
Su puesta en funcionamiento no fue fácil y evidenció diferentes ritmos en cada provincia. En Córdoba, la fuerza se creó por Decreto del gobernador Alejo del Carmen Guzmán el 9 de noviembre de 1852. Estaba integrada por todos los habitantes de la Capital y de las villas y pueblos de la campaña, desde la edad de quince a cincuenta años, que no estuviesen inscriptos en los demás cuerpos veteranos ya formados. Así, incorporó a la misma a los ex Batallones "Defensores de la Libertad" y "Libertadores", designando Comandante en Jefe a Severo Ortíz.
En Tucumán, por decisión del gobernador José María del Campo, y Salta los batallones de la guardia comenzaron por reemplazar los cuerpos cívicos urbanos en una estrategia implementada para garantizar la fidelidad de las milicias y la perdurabilidad del grupo en el poder.

## Las milicias bonaerenses
En Buenos Aires -conformada como Estado independiente por fuera de la Confederación- la fuerza se creó en los años de secesión, en reemplazo de las antiguas milicias y como un espacio de reafirmación de la identidad bonaerense, sin estar exenta de polémica. Con base en la Ley de Milicia del 27 de diciembre de 1823, el 8 de marzo de 1852 se organizó la Guardia Nacional de Buenos Aires. En aquella ocasión los jóvenes bonaerenses fueron convocados para que voluntariamente se enlistaran para formar dos batallones con motivo de los festejos del 25 de mayo.
El 17 de marzo, otro Decreto había disuelto las fuerzas de la antigua milicia de Rosas. Entonces, cuando Bartolomé Mitre se hizo cargo de las Guardias Nacionales con la misión de organizarlas para la defensa de la revolución del 11 de septiembre muy pocos ciudadanos tomaron las armas. Allí, se hizo evidente que dotarlas de hombres no sería tarea fácil. El enrolamiento encontraba serias resistencias, sobre todo en la ciudad y entre los jóvenes de las familias más acomodadas de Buenos Aires. Con esa dificultad, se tomaron medidas para garantizar un “severo enrolamiento”.
El 24 de noviembre de 1852 la legislatura bonaerense facultó al Poder Ejecutivo provincial para destinar por dos años al Ejército de línea a los infractores del Decreto sobre enrolamiento cívico. También se autorizaba a allanar las casas en busca de quienes no se hubieran enrolado “y (...) sacara (de sus casas) todo el que olvidándose de la dignidad de los hombres, y de sus sagrados deberes de ciudadano, se hallare sin tener constancia de estar enrolado (...)”. Un decreto del 10 de enero de 1853, dispuso que fueran separados de sus puestos los empleados públicos que no concurriesen a prestar servicios a la Guardia Nacional. Por su parte, los “ciudadanos distinguidos” y los “ancianos venerables” fueron alistados en el “batallón pasiva” destinado a prestar servicios en la ciudad.
Las necesidades de reclutamiento llevaron a que en la constitución bonaerense de 1854, se definiera la ciudadanía, y con ella la obligación de prestar servicios militares, de acuerdo al principio de Ius soli, por el cual los jóvenes hijos de ciudadanos extranjeros no se encontraban a salvo de una leva forzosa. El representante de Francia, como lo había hecho en tiempo de Rosas, fue el que más protestó. Finalmente, el conflicto diplomático se resolvió con la autorización para que pudieran prestar servicios a través de un reemplazante.
En el Decreto de 1857, se establecían medidas disciplinarias muy fuertes. Se dispuso la renovación de papeletas de enrolamiento; para tomar licencia del servicio debían dejar arreglado previamente su reemplazo; los infractores serían enrolados en el Ejército de línea por el término de dos años, tal como lo establecía el decreto de noviembre de 1852; y se publicarían las principales disposiciones en vigencia de la Guardia nacional activa de la capital, para evitar el pretexto “de ignorancia u olvido”.

## La Guardia como agente de colonización
La Batalla de Pavón estableció un nuevo orden y la constitución definitiva de la República Argentina. La Guardia Nacional actuó en el servicio de fronteras interiores, en la campaña del desierto y también en las guerras civiles; sirviendo como de colonización de las tierras ocupadas por poblaciones aborígenes y de sometimiento cultural a las mismas.
El enrolamiento ya no sería voluntario. Por ley del 5 de junio de 1865 se declaró obligatorio el enrolamiento en la Guardia Nacional activa de la República para "todo ciudadano argentino, de la edad de 17 años hasta 45 siendo soltero". Quedaban exceptuados los gobernadores, ministros, legisladores, jueces nacionales y provinciales como también los físicamente imposibilitados. Y fuera de su jurisdicción, la excepción alcanzaba a rectores de universidades y colegios, maestros de postas, médicos e hijos menores de 18 años que atendieran la subsistencia de madre viuda o de padre septuagenario o impedido. Los guardias nacionales podían dispensarse mediante su substitución por "personeros".

## La Ley de Milicias de 1879
Cuando el presidente Nicolás Avellaneda anunció su propósito de convertir a la ciudad de Buenos Aires en capital de la Nación, el gobernador Carlos Tejedor se puso al frente de la corriente intransigente que se negaba a ello. Ante el peligro de una nueva secesión bonaerense, el gobierno nacional movilizó tropas en cercanías de la ciudad portuaria.
El 30 de agosto de 1879 el gobernador Tejedor emite un Decreto prohibiendo a los regimientos de guarnición en la ciudad, "que no es una plaza de armas", hacer ejercicios "impropios de una sociedad comercial y culta"; al mismo tiempo que, contradictoriamente, preparaba otro Decreto organizando la Guardia Nacional de Buenos Aires. Pero el desafiante Ministro del Interior de la Nación, Domingo Sarmiento, rápidamente dirigió una Circular a los gobernadores aclarando que todo los concerniente a la guardia nacional "es materia regida por ordenanzas militares y bajo la exclusiva jurisdicción del presidente".
Inmediatamente, el gobernador Tejedor y el ministro Sarmiento se vieron envueltos en una polémica reflejado a través de artículos de prensa. El segundo, negó facultades al gobernador para organizar la Guardia Nacional, y el primero le transcribió el artículo de la Constitución provincial que autorizaba al gobernador "a reunir o movilizar la milicia, o parte de ella, en los casos en que la seguridad pública de la provincia lo exija, sin perjuicio de las atribuciones del gobierno nacional". Sarmiento repitió que las facultades provinciales se reducían a nombrar los jefes y oficiales de la Guardia, pero la organización y movilización eran atribuciones del Gobierno Federal.
La polémica cerró con una ley Federal del 13 de octubre de 1879, interpretativa de la facultad constitucional de organizar o movilizar la guardia nacional. Las provincias tenían el derecho de organizar sus milicias, pero no podían convocarlas ni hacer ejercicios doctrinales seis meses antes de una elección de presidente o de gobernador. Sin embargo, cuando el general Julio Argentino Roca fue elegido Presidente de la Nación, Tejedor ordenó la movilización de la Guardia Nacional para efectuar una revolución y deponer a las autoridades nacionales.
Así las cosas, el Gobierno Federal ordenó la requisa de un barco cargado de armas destinadas a la milicia provincial, pero el coronel José Inocencio Arias impidió, por orden de Tejedor, la maniobra de las fuerzas nacionales. Ante la actitud beligerante, Avellaneda dispuso el retiro del gobierno federal de la ciudad de Buenos Aires y decretó la designación del pueblo de Belgrano, entonces fuera del ejido porteño, como sede transitoria de gobierno. El Senado, la Corte Suprema de Justicia y parte de la Cámara de Diputados se trasladaron allí, antes de que el ejército nacional al mando de Roca sitiara Buenos Aires.
El enfrentamiento que le siguió, fue particularmente cruento: tras feroces combates en Puente Alsina, Los Corrales y en San José de Flores, las tropas de Tejedor fueron derrotadas. Por un acuerdo gestionado por Mitre, se dispuso el desarme de la milicia provincial y la renuncia de Tejedor, que dejó la gobernación en favor del vicegobernador José María Moreno.

## La centralización y supresión
A partir de la toma de posesión de la presidencia de Julio A. Roca en 1880, aleccionado por la rebelión tejedorista, se definieron los roles del ejército de línea como fuerza regular y de la Guardia Nacional como institución auxiliar del mismo. En consecuencia, el gobierno federal monopolizaría la fuerza pública y el poder provincial quedaría despojado de sus funciones militares.
No obstante, al conservar el gobernador su carácter de “agente natural” de poder ejecutivo nacional, su papel de mediador directo en las tareas de reclutamiento y movilización de la Guardia Nacional mantuvo, en alguna medida, el control sobre los contingentes militares auxiliares locales.
Finalmente, con la promulgación de la Ley Nº 4301 del 11 de diciembre de 1901 -conocida como "Ley Riccheri"-, se organizó el servicio militar obligatorio; desterrando el tradicional poder militar de los mandatarios provinciales sobre las fuerzas regulares.